# Johann Paul Kaiser
Johann Paul Kaiser, född den 19 december 1852 i Züllichau, död den 17 december 1917 i Leipzig, var en tysk präst och författare. 

## Biografi
Kaiser, som var teologie doktor, blev 1884 kyrkoherde i tyska Sankta Gertruds församling i Stockholm och 1890 i Sankt Matthaei i Leipzig. Kaiser författade bland annat Gustav Adolf, ein dramatisches Festspiel für die Volksbühne (1889, en mängd upplagor, uppförd 1894 samtidigt i 60 tyska städer), Gustav Adolf: ein christliches Heldenleben (1894) samt predikningar och religiösa betraktelser: Kind auf (1891-92), Für Zeit und Ewigkeit (1891), Die Bergpredigt des Herrn ausgelegt in Predigten (1900-01) med mera. 
Särskilt som författare av uppbyggelseböcker för barn vann Kaiser stort erkännande, och ett par serier urval ur hans skrifter på detta område överflyttades 1902 till svenska under titlarna "Sådana hörer Guds rike till" och "Tio Guds bud". Som religiös lyriker framträdde han genom de båda diktsamlingarna Grüss Gott (1898) och Ein neues Lied (1909; innehåller bland annat trogna och väl formade tolkningar av Wallins med fleras psalmer). Han utgav även en psalmsamling för barn, Kinderpsalter (1916).